# Spiritbox
Spiritbox ist eine im Jahr 2016 gegründete Metal-Band aus Vancouver Island in der kanadischen Provinz British Columbia. Die Band wurde bei den Grammy Awards 2024 und 2025 jeweils in der Kategorie Best Metal Performance sowie viermal bei den Juno Awards nominiert.

## Geschichte

### Frühe Jahre (2016 bis 2020)

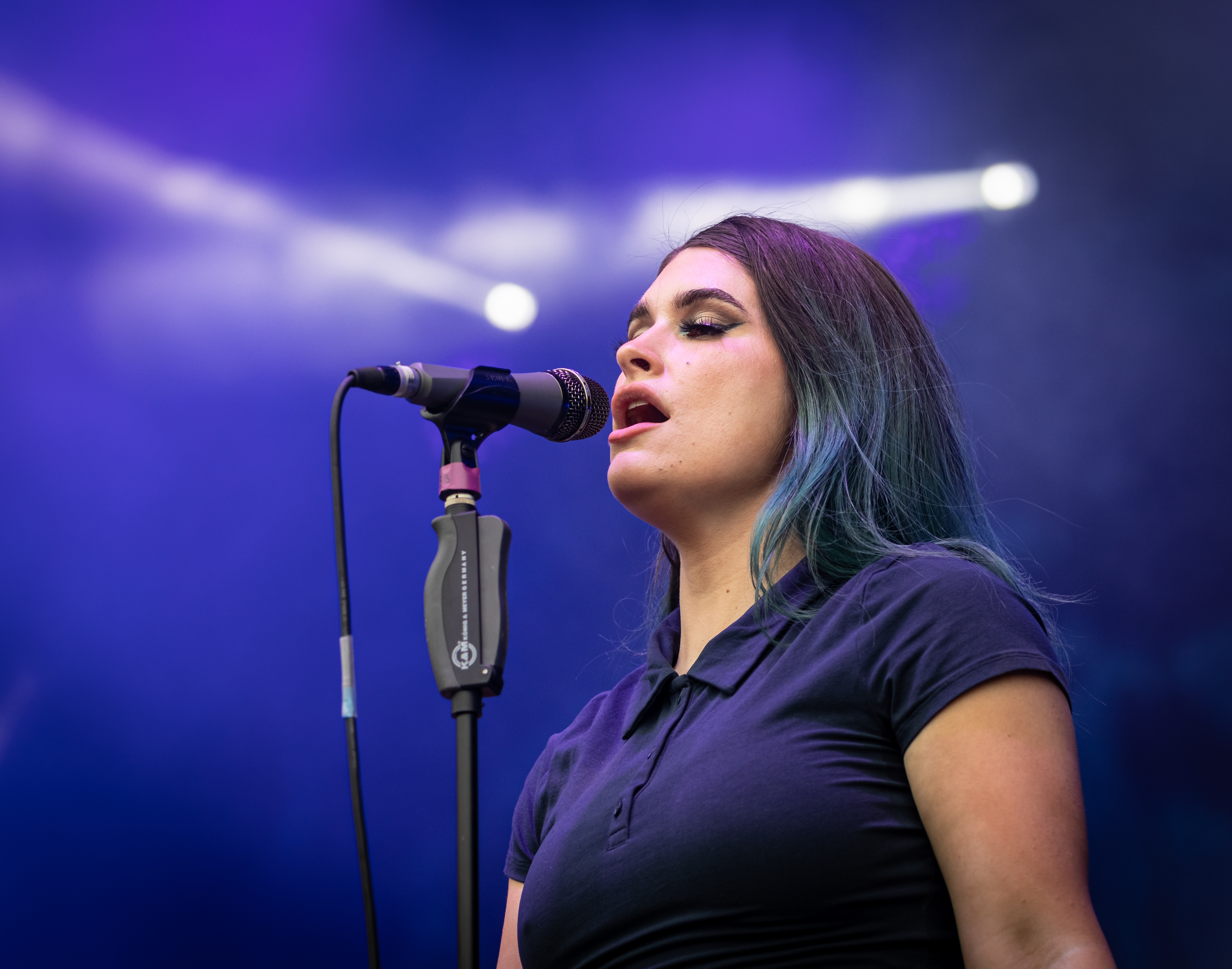
Sängerin Courtney LaPlante

Die beiden ehemaligen Iwrestledabearonce-Musiker Courtney LaPlante und Mike Stringer riefen im Jahr 2016 die Gruppe Spiritbox ins Leben. Die Band benannte sich nach einem Gerät, mit dem man angeblich mit den Toten sprechen kann. Laut Mike Stringer würde das Gerät Radiofrequenzen mit hoher Geschwindigkeit scannen und dabei einen Soundeffekt erzeugen. „Man würde glauben, dass man eine intelligente Antwort von einer bereits gestorbenen Person bekommt, wenn man eine Frage stellt“. Als Duo erschien im Folgejahr eine nach der Band benannte EP, die im Eigenverlag erschien. Im Jahr 2018 stieß mit Bill Crook, welcher zuvor bei Living with Lions spielte, als Bassist zu den beiden Musikern. Live und bei Studioaufnahmen wird das Trio von Session-Musikern am Schlagzeug unterstützt.
Im Februar 2020 gingen Spiritbox mit After the Burial auf Europatournee, welche aufgrund der im Zuge des COVID-19-Pandemie beschlossenen Einreiseverbots in die Vereinigten Staaten im März abgebrochen werden musste. Eine Tournee mit Limp Bizkit, die im Juli und August 2021 durch die Vereinigten Staaten führen sollte, musste ebenfalls nach wenigen Konzerten aufgrund Sicherheitsbedenken, die ebenfalls der Pandemie zuzuordnen waren, vorzeitig beendet werden. Der kurzfristige Abbruch sorgte bei den Musikern für ein finanzielles Fiasko, welcher durch die Hilfe von Shinedown-Sänger Brent Smith und der Band We Came as Romans abgefedert werden konnte. Brent Smith schenkte der Band kurzfristig 10.000 Dollar, während We Came as Romans auf die Miete für die geliehene Lichtanlage verzichtete.

### Eternal BlueundRotoscope(2020 bis 2022)

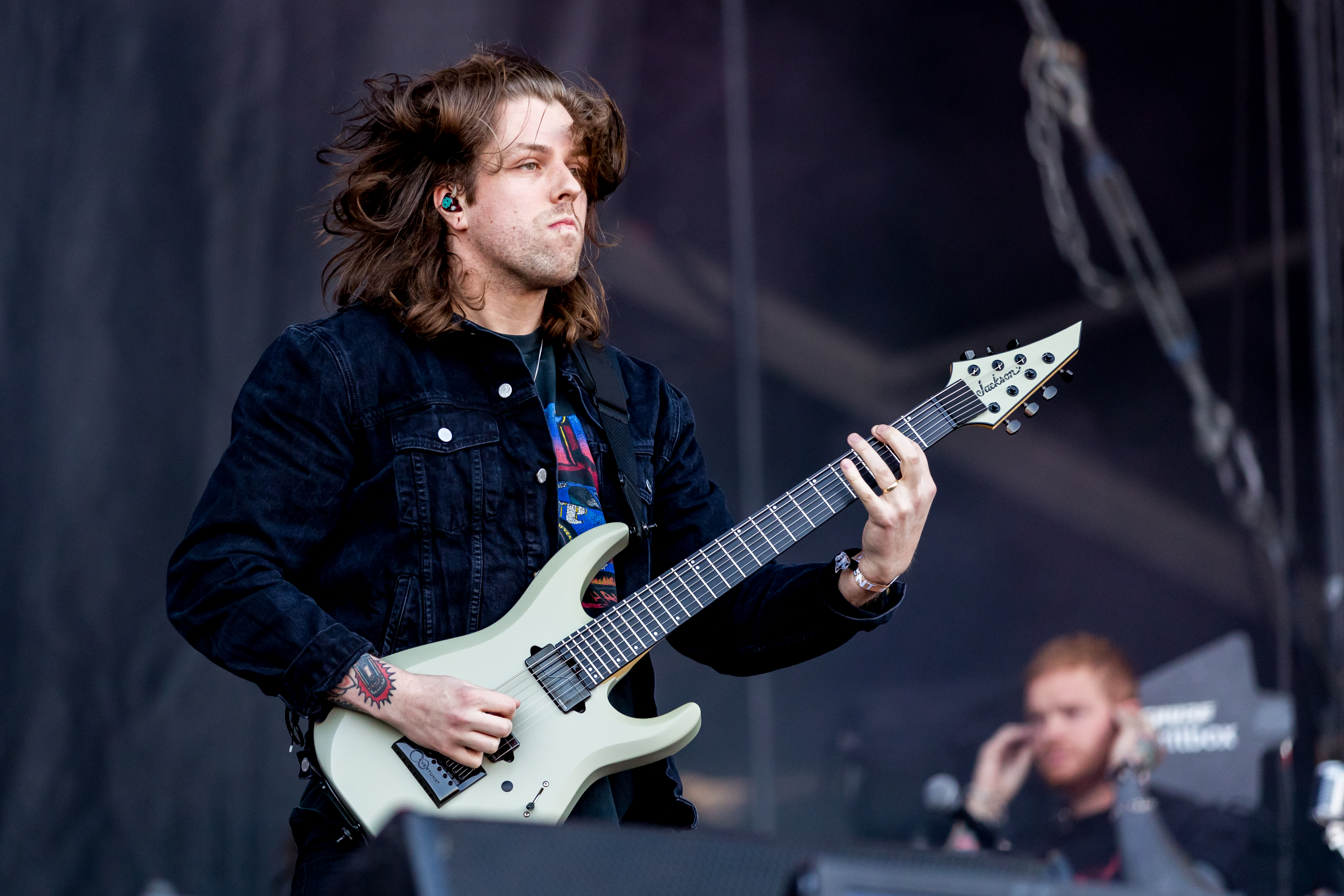
Gitarrist Mike Stringer

Mit ihrem im Juli des Jahres 2020 veröffentlichten Lied Holy Roller, das sich sechs Wochen lang auf Platz eins des Programmformats Devil’s Dozen des Radiosenders Sirius XM befand, erlangte die Band erstmals größere Aufmerksamkeit. Das Lied wurde im Oktober 2020 mit einer auf 1.000 Stück limitierten Vinyl-Schallplatte herausgebracht, welche zudem eine Remixversion mit Ryo Kinoshita von Crystal Lake enthält. Im Dezember 2020 veröffentlichte die Band mit Constance ein Lied über Demenz, welches Courtney LaPlante ihrer Großmutter widmete. Spiritbox unterschrieben im September 2020 einen Plattenvertrag bei Rise Records und veröffentlichten am 17. September 2021 ihr Debütalbum Eternal Blue. Das Album erreichte Platz neun der kanadischen, Platz 13 der US-amerikanischen, Platz 17 der deutschen, Platz 19 der britischen, Platz 40 der österreichischen und Platz 50 der Schweizer Albumcharts.
Im Herbst 2021 spielten Spiritbox auf den Festivals Welcome to Rockville und Louder Than Life und gingen im Februar 2022 mit Bad Omens und Stray from the Path im Vorprogramm von Underoath auf Nordamerikatournee. Bei den Juno Awards 2022 wurden Spiritbox in den Kategorien Breakthrough Group of the Year und Metal/Hard Music Album of the Year nominiert, die Preise gingen jedoch an die Bands Monowhales bzw. Archspire. Am 13. Mai 2022 veröffentlichten Spiritbox zusammen mit dem DJ Illenium die Single Shivering. Kurze Zeit später verließ der Bassist Bill Crook die Band und wurde durch Josh Gilbert ersetzt, der kurz zuvor die Band As I Lay Dying verlassen hatte. Bill Crook verstarb im Juli 2024.
Am 22. Juni 2022 veröffentlichte die Band ohne Vorankündigung die EP Rotoscope. Im Sommer 2022 folgten Auftritte bei den Festivals Rock am Ring, Rock im Park, Download-Festival, dem Graspop Metal Meeting und dem Hellfest, bevor Spiritbox im August und September gemeinsam mit Mastodon an der Imperatour der Band Ghost teilnahmen. Es folgten im Oktober 2022 drei Auftritte im Rahmen der The Omens Tour, einer Co-Headlinertournee von Lamb of God und Killswitch Engage.

### The Fear of FearundTsunami Sea(seit 2023)

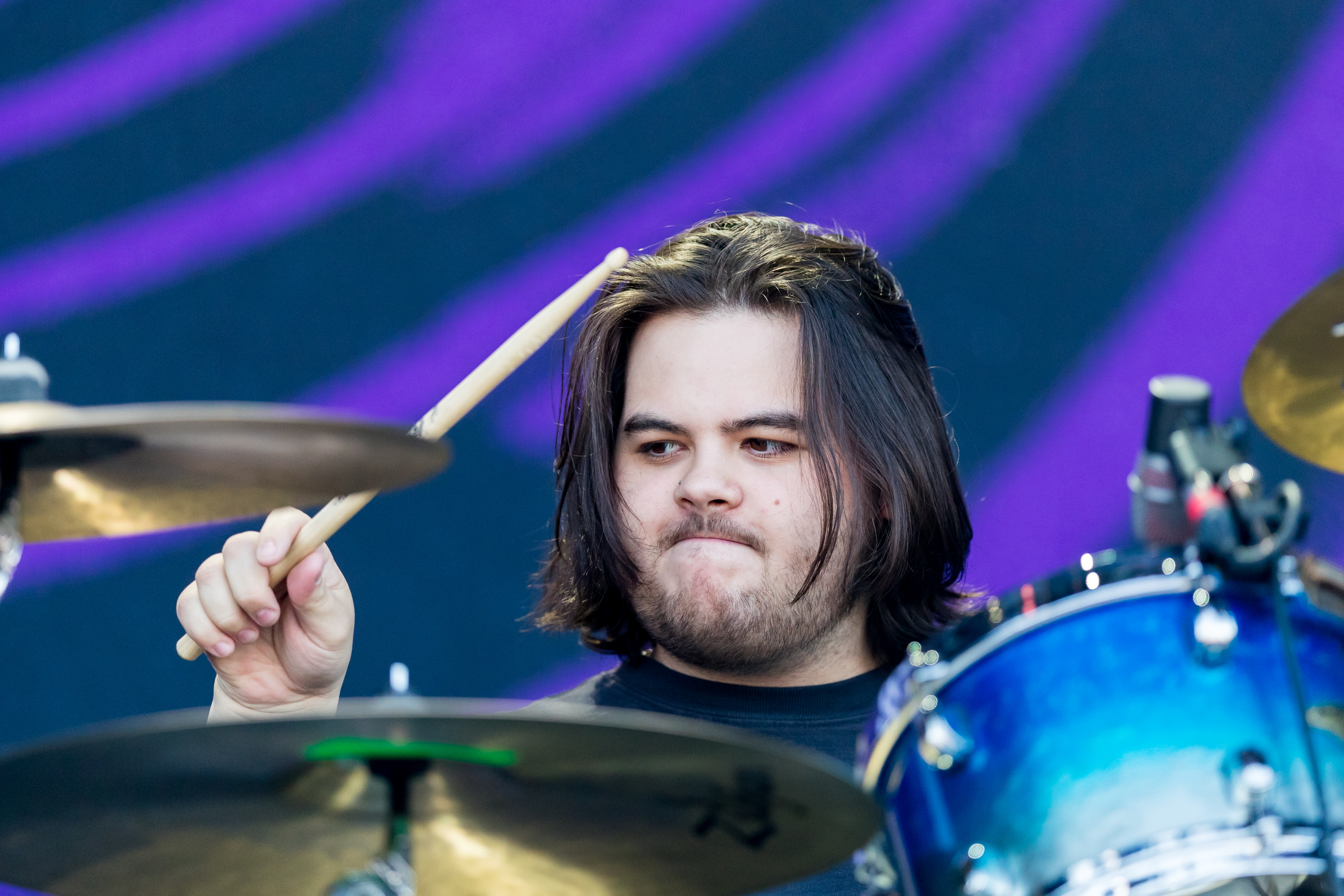
Schlagzeuger Zev Rose

Im April und Mai 2023 spielte die Band ihre Eternal Blue Tour durch Nordamerika, bei der Spiritbox von After the Burial und Intervals begleitet wurde. Gleichzeitig wurde Josh Gilbert zum festen Bandmitglied befördert. Außerdem spielte die Band auf dem Festival Sick New World. Im Juli 2023 folgte eine Headlinertournee durch das Vereinigte Königreich, bevor die Band im Herbst zusammen mit Papa Roach an der The Revolutions Live-Tournee von Shinedown teilnahm. Am 3. November 2023 veröffentlichte die Band ihre vierte EP The Fear of Fear. Die Single Jaded wurde bei den Grammy Awards 2024 in der Kategorie Best Metal Performance nominiert, der Preis ging jedoch an Metallica. Wenige Tage später veröffentlichten Spiritbox mit Cobra (Rock Remix) eine Kollaboration mit der Rapperin Megan Thee Stallion. Anfang 2024 tourte die Band zusammen mit Loathe im Vorprogramm von Architects durch Europa.
Bei den Heavy Music Awards 2024 wurden Spiritbox als beste internationale Band ausgezeichnet. Im Sommer 2024 spielte die Band auf zahlreichen europäischen Festivals wie dem Wacken Open Air, dem Brutal Assault, dem Alcatraz Hard Rock & Metal Festival, dem Reload Festival, dem Summer Breeze, dem Lowlands Festival sowie den Reading and Leeds Festivals. Im Herbst 2024 nahm Spiritbox zusammen mit Gojira an der Nordamerikatournee von Korn teil. Teil der Tournee war ein Konzert in Los Angeles anlässlich des 30-jährigen Jubiläums von Korns selbstbetitelten Debütalbums, bei dem zusätzlich noch Evanescence, Daron Malakian and Scars on Broadway und Vended spielten. Bei den Grammy Awards 2025 wurden Spiritbox für das Lied Cellar Door in der Kategorie Best Metal Performance nominiert. Der Preis ging jedoch an Gojira. Bei einem Interview vor der Show wurde Sängerin Courtney LaPlante mit der ebenfalls nominierten Poppy verwechselt. LaPlante nahm dies mit Humor und zog das Interview durch, ohne die Reporterin auf ihren Fehler hinzuweisen.
Im Februar 2025 spielte die Band eine Headlinertournee durch Europa mit den Vorgruppen Periphery und Stray from the Path. Das erste Konzert der Tour fand im Londoner Alexandra Palace statt. Am 7. März 2025 erschien das zweite Studioalbums Tsunami Sea, welches erneut von Mike Stringer und Dan Braunstein produziert wurde. Tsunami Sea erreichte Platz zwölf der deutschen, Platz 17 der britischen und Platz 26 der US-amerikanischen Albumcharts. Für die Band folgte eine Nordamerikatournee mit Loathe und Dying Wish. Im Sommer spielten Spiritbox auf den Festivals Rock am Ring, Rock im Park, Nova Rock, Greenfield, Download, Hellfest und Graspop Metal Meeting und eröffneten Ende Juni in Arnheim und London für Linkin Park. Am 7. Juli 2025 trat die Band mit dem Lied Soft Spine in der Late-Night-Show Jimmy Kimmel Live auf.

## Musikstil

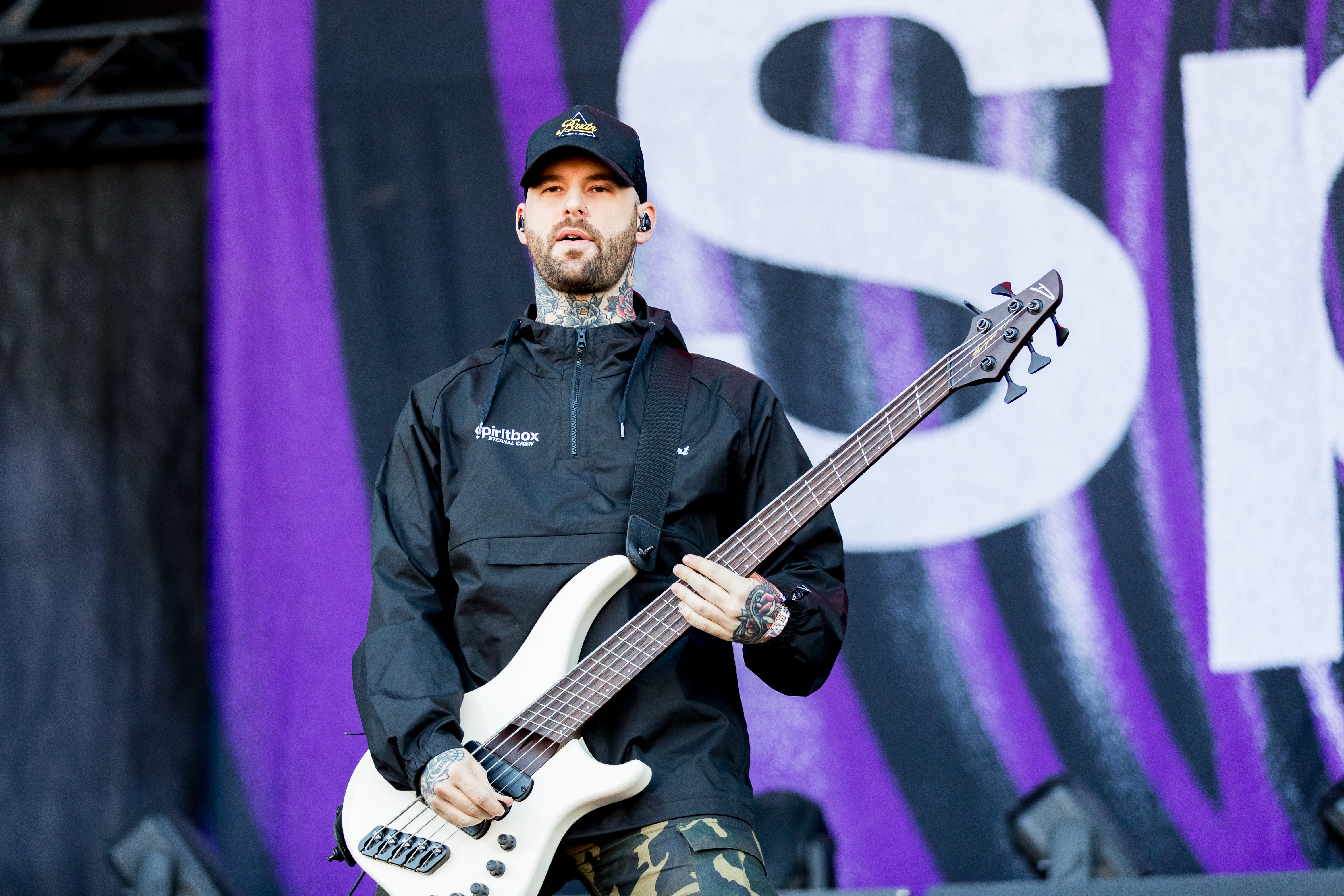
Bassist Josh Gilbert

Die Musiker mischen verschiedenste Musikrichtungen aus Rock und Metal, darunter Progressive Metal, Djent und Metalcore miteinander. Als musikalische Einflüsse nannte Sängerin LaPlante unter anderem Deftones, TesseracT und Kate Bush. Laut Mike Stringer will die Band „unbedingt mehr Atmosphäre schaffen, einen größeren Fokus auf Melodien setzen, und gerne auch etwas Prog miteinfließen lassen“. Dies würde „das genaue Gegenteil von dem darstellen, was die Musiker bisher gewohnt waren“, womit sich Stringer auf die Vorgängerband Iwrestledabearonce bezieht. Courtney LaPlante nutzt sowohl klaren Gesang als auch Screaming und wird dabei mit der Jinjer-Sängerin Tatiana Shmayluk verglichen.
Max Morin vom Onlinemagazin Metal Injection schrieb in seiner Rezension des Albums Eternal Blue, dass „eine Klassifizierung von Spiritbox sinnlos wäre“ und schlug mit „Postcore“ ein neues Schlagwort vor. Eli Enis vom Onlinemagazin Revolver bezeichnete die Musik von Spiritbox als Alternative Metal mit elegantem Gesang und donnernden Djent-Grooves. Thomas Kupfer vom deutschen Magazin Rock Hard schrieb, dass Spiritbox „Metalcore mit stadiontauglichen Refrains kombinieren“. Martin Iordanidis vom deutschen Magazin Visions beschrieb Spiritbox als eine Band, die „weg will von den weitgehend zu Ende erzählten Konventionen des Metalcore“. Ali Shutler vom britischen Magazin Dork zählt Spiritbox neben Sleep Token, Bad Omens, Knocked Loose, Loathe, Scowl, Militarie Gun, Static Dress und Nova Twins zu den Bands, die „harte Musik wieder aufregend“ machen.

## Diskografie
Studioalben

| Jahr | Titel Musiklabel                     | Höchstplatzierung, Gesamtwochen, AuszeichnungChartplatzierungen (Jahr, Titel, Musiklabel, Platzierungen, Wochen, Auszeichnungen, Anmerkungen) | Höchstplatzierung, Gesamtwochen, AuszeichnungChartplatzierungen (Jahr, Titel, Musiklabel, Platzierungen, Wochen, Auszeichnungen, Anmerkungen) | Höchstplatzierung, Gesamtwochen, AuszeichnungChartplatzierungen (Jahr, Titel, Musiklabel, Platzierungen, Wochen, Auszeichnungen, Anmerkungen) | Höchstplatzierung, Gesamtwochen, AuszeichnungChartplatzierungen (Jahr, Titel, Musiklabel, Platzierungen, Wochen, Auszeichnungen, Anmerkungen) | Höchstplatzierung, Gesamtwochen, AuszeichnungChartplatzierungen (Jahr, Titel, Musiklabel, Platzierungen, Wochen, Auszeichnungen, Anmerkungen) | Höchstplatzierung, Gesamtwochen, AuszeichnungChartplatzierungen (Jahr, Titel, Musiklabel, Platzierungen, Wochen, Auszeichnungen, Anmerkungen) | Höchstplatzierung, Gesamtwochen, AuszeichnungChartplatzierungen (Jahr, Titel, Musiklabel, Platzierungen, Wochen, Auszeichnungen, Anmerkungen) | Anmerkungen                              |
| Jahr | Titel Musiklabel                     | DE | AT | CH | UK | US | Rock | CA | Anmerkungen                              |
| ---- | ------------------------------------ | --- | --- | --- | --- | --- | --- | --- | ---------------------------------------- |
| 2021 | Eternal Blue Pale Chord Music (Rise) | DE17 (2 Wo.)DE | AT40 (1 Wo.)AT | CH50 (1 Wo.)CH | UK19 (1 Wo.)UK | US13 (1 Wo.)US | Rock1 (1 Wo.)Rock | CA9 (1 Wo.)CA | Erstveröffentlichung: 17. September 2021 |
| 2025 | Tsunami Sea Pale Chord Music (Rise)  | DE12 (1 Wo.)DE | AT10 (1 Wo.)AT | CH21 (1 Wo.)CH | UK17 (1 Wo.)UK | US26 (… Wo.)US | Rock2 (… Wo.)Rock | — | Erstveröffentlichung: 7. März 2025       |

## Musikpreise
| Jahr | Kategorie              | für         | Resultat  |
| ---- | ---------------------- | ----------- | --------- |
| 2024 | Best Metal Performance | Jaded       | Nominiert |
| 2025 | Best Metal Performance | Cellar Door | Nominiert |

| Jahr | Kategorie                            | für            | Resultat   |
| ---- | ------------------------------------ | -------------- | ---------- |
| 2021 | Best International Breakthrough Band | Spiritbox      | Gewonnen   |
| 2022 | Best Album                           | Eternal Blue   | Nominiert  |
| 2022 | Best International Artist            | Spiritbox      | Nominiert  |
| 2022 | Best Single                          | Circle with Me | Nominiert  |
| 2022 | Best Production                      | Eternal Blue   | Nominiert  |
| 2023 | Best International Artist            | Spiritbox      | Nominiert  |
| 2024 | Best International Artist            | Spiritbox      | Gewonnen   |
| 2024 | Best International Live Artist       | Spiritbox      | Nominiert  |
| 2025 | Best International Artist            | Spiritbox      | Ausstehend |
| 2025 | Best International Live Artist       | Spiritbox      | Ausstehend |

| Jahr | Kategorie                          | für              | Resultat  |
| ---- | ---------------------------------- | ---------------- | --------- |
| 2022 | Breakthrough Group of the Year     | Spiritbox        | Nominiert |
| 2022 | Metal/Hard Music Album of the Year | Eternal Blue     | Nominiert |
| 2025 | Group of the Year                  | Spiritbox        | Nominiert |
| 2025 | Metal/Hard Music Album of the Year | The Fear of Fear | Nominiert |

| Jahr | Kategorie                       | für       | Resultat  |
| ---- | ------------------------------- | --------- | --------- |
| 2022 | Best International Breakthrough | Spiritbox | Nominiert |

| Jahr | Kategorie         | für          | Resultat  |
| ---- | ----------------- | ------------ | --------- |
| 2022 | Best Heavy Record | Eternal Blue | Nominiert |